# Chrysotimus lii
Chrysotimus lii är en tvåvingeart som beskrevs av Wang 2006. Chrysotimus lii ingår i släktet Chrysotimus och familjen styltflugor. Inga underarter finns listade i Catalogue of Life.